# ناوسا (باروس)
ناوسا (Νάουσα) هي مدينة في جزيرة باروس في كيكلاديس في مقاطعة جنوب إيجة في اليونان.

## توأمة
لناوسا (باروس) اتفاقيات توأمة مع:
- ناوسا